# Netflix and chill
„Netflix and chill“ је интернет сленг који се користи као еуфемизам за сексуалну активност, било као део романтичног партнерства, као необавезан секс или као позив групи. Од своје прве забележене, несексуалне употребе у твиту објављеном 2009. године, фраза је стекла популарност у Твитер заједници и другим друштвеним медијима као што су Фејсбук и Вајн. До 2015. године, „Netflix and chill“ је постао интернет мим и његову употребу на тинејџерским друштвеним медијима је Fusion обично описивао као „сексуалан“.

## Историја

### Порекло
Прва забележена употреба фразе „Netflix and chill“ била је у Твитер објави „NoFaceNina“ (La Shanda Rene Foster) 21. јануара 2009. Писало је: „Ускоро ћу се пријавити на Нетфликс и одморити се до краја ноћи“. Рана употреба фразе је била без сексуалних конотација, а односила се једноставно на чин гледања онлајн сервиса за стриминг, обично сам. До 2013. Нетфликс-ова популарност у САД је увелико порасла, акумулирајући милионе плаћених претплатника, повећавајући употребу глагола бренда и ове фразе као самосталне сложене именице.
Верује се да је еуфемистичка природа фразе успостављена средином 2014, и да се до краја године проширила широм црначке Твитер заједнице, што се види по многима који сада куцају хладноћу унутар цитата за страх. У априлу 2015, дефиниција фразе је додата у Урбани речник у којој се наводи да она значи „шифра за двоје људи који иду једно другом у куће и [имају сексуални однос] или раде друге радње повезане са сексуалним односом“. Убрзо, термин ће се проширити изван заједнице Црног Твитера, постајући интернет мем и привлачећи пажњу новинских веб локација као што су The Guardian  и Daily Mirror.

### Утицај
Како је фраза ушла у уобичајени лексикон, почели су да се појављују догађаји, производи и услуге повезани са фразом, укључујући и признање од самог Нетфликс-а.
У септембру 2015. године креирана је апликација за шале у стилу Тиндера за кориснике да организују „Netflix and chill“ сесије. На два одвојена универзитета, студенти су планирали "Netflix and chill" фестивале, а један су отказале власти јер су веровали да ће присуствовати превише људи. Током World Maker Faire-а у Њујорку, Нетфликс је представио прототип за велико дугме под називом „Прекидач“, које ће, када се притисне, пригушити светла у резиденцији корисника, активирати функцију „Не узнемиравај“ на њиховим мобилним телефонима., и припремити Нетфлик за стримовање – елиминишући већину ометања њихових активности. Ово се често назива „Netflix and chill дугме“.
У октобру 2015. предузетница Кори Вилијамс креирала је и продала линију кондома под називом Netflix and Chill. ФДА је одобрила кондоме за употребу за спречавање трудноће и полно преносивих болести.
У новембру 2015. Нетфлик лого испред седишта компаније у Лос Гатосу, Калифорнија, био је обојен спрејом да би се додале речи „and chill“.
У децембру 2015, Аријана Гранде је објавила празнични Christmas & Chill, чији је наслов сезонска варијација на "Netflix and chill".
У јануару 2016. уметник Том Гале и компанија АРТ404 су направили „Netflix & Chill Room“ у Њујорку за изнајмљивање на Airbnb-у.
Почетком фебруара 2016. Нетфликс је објавио резултате анкете о томе како корисници у везама користе њихову услугу, описану као „Netflix and chill study“. Резултати су пропраћени низом постова на друштвеним мрежама са хештегом „#DatingWithNetflix“ који промовишу идеју о позитивном утицају на парове који користе услугу.
У јуну 2016, певачица и текстописац Danah објавила је песму под називом „Netflix and Chill“ на SoundCloud-у. Песму је продуцирао Випи Лајон, члан аустралијске поп групе Justice Crew. Песма је безобразан приказ употребе термина у популарној култури.
У јануару 2020, Ben & Jerry's је најавио нови укус сладоледа под називом "Netflix & Chilll'd".
„Netflix and chill“ је инспирисао назив Stream and Chill за данску радио емисију о стримингу и ТВ серијама. Stream and Chill је оригинални програм Радио4 са радио водитељем Вилијамом Ејсингом. Stream and Chill се емитује од 2019.
„RBB and chill“ је подвала „Netflix and chill“, коју као комерцијални слоган користи регионални јавни сервис на североистоку Немачке, углавном на билбордима широм немачке престонице Берлина.